# テオドール・マグヌス・フリース

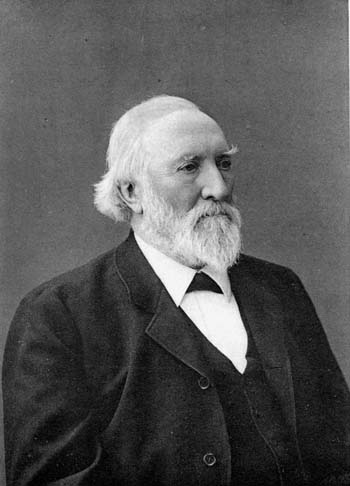
Theodor Magnus Fries

テオドール・マグヌス・フリース（Theodor "Thore" Magnus Fries、1832年10月28日 - 1913年3月29日） は、スウェーデンの植物学者である。

## 略歴
ヨンショーピング県に生まれた。父親は特に菌類、地衣類の権威となった植物学者のエリーアス・フリースである。ウプサラ大学で植物学を学び、1857年に博士号を得た。スウェーデンや極地のフィールドワークを行った。1868年の博物学者、アドルフ・エリク・ノルデンショルドも参加したソフィア号の北極海航海にも参加しスピッツベルゲン島を探検し、1971年にはグリーンランドを訪れた。1877年にウプサラ大学の植物学農学の教授となった。著書に『スカンディナビアの地衣類』（"Lichenographia scandinavica" ：1871–1874）がある。
1865年にスウェーデン王立科学アカデミーの会員に選ばれ、1893年から6年間、ウプサラ大学の副学長なども務めた。息子のThore Christian Elias Fries (1886–1930）とRobert Elias Fries (1876-1966）も地衣類学者、菌類学者となり、孫のNils Thorsten Elias Fries（1912-1994)も植物学者となった。

## 著作
- Monographia Stereocaulorum et Pilophororum. 1858.
- Lichenes arctoi Europae Groenlandiaeque hactenus cogniti. 1860.
- Lichenographia Scandinavica sive dispositio lichenum in Dania, Suecia, Norvegia, Fennia, Lapponia, rossica hactenus collectorum. 1871–1874.
- Linné: Lefnadsteckning. Stockholm 1903 (2 巻).
- Skandinaviens tryfflar och tryffelliknande svampar. In: Svenske Botansk Tidskrift. Band 3, 1909, S. 224–300.